# James Stewart (Ruderer)
James Alexander Stewart (* 15. Dezember 1973 in Penrith) ist ein ehemaliger australischer Ruderer und zweifacher olympischer Medaillengewinner.

## Sportliche Karriere
Der 1,95 m große James Stewart vom UTS Haberfield Rowing Club in Sydney gewann 1994 zusammen mit seinem Zwillingsbruder Geoffrey Stewart die Silbermedaille im Zweier ohne Steuermann bei den (inoffiziellen) U23-Weltmeisterschaften, 1995 siegten die beiden Australier. 1996 bei den Olympischen Spielen in Atlanta belegten sie mit dem australischen Achter den sechsten Platz. Im Jahr darauf gewann der australische Achter die Bronzemedaille bei den Weltmeisterschaften 1997.
Bei den Weltmeisterschaften 1998 belegte Stewart mit dem Vierer ohne Steuermann den vierten Platz. Im Jahr darauf gewannen Ben Dodwell, Geoffrey Stewart, Boden Hanson und James Stewart die Silbermedaille bei den Weltmeisterschaften 1999 hinter dem britischen Vierer und vor den Italienern. Bei den Olympischen Spielen 2000 in Sydney gewannen die Briten vor den Italienern, dahinter erhielten Stewart, Dodwell, Stewart und Hanson die Bronzemedaille. Vier Jahre später traten Hanson und die Stewart-Zwillinge bei den Olympischen Spielen in Athen mit dem australischen Achter an und gewann die olympische Bronzemedaille, wobei mit Stephen Stewart der jüngere Bruder von James und Geoffrey als Schlagmann des Achters fungierte.